# 菊村徳用
菊村 徳用（きくむら とくよ、1956年11月7日 - ）は、兵庫県尼崎市出身の元プロ野球選手（投手）。
韓国籍で、本名は朴 徳用（パク・ドクヨン、박덕용）。

## 経歴
尼崎市立日新中学校3年次の1971年、兵庫県中学校大会阪神大会（神戸新聞社後援）で強敵報徳中を相手に20奪三振の快投を見せた。県大会出場は阻まれたが、この快挙で「日新中に菊村あり」と評判になり、中学生では珍しく大阪、兵庫などの野球名門校から激しい誘いがかかった。日下隆監督に「君の速球なら、必ず甲子園に出れる!」の熱心に勧誘され、中学卒業後の1972年に育英高校へ進学。高校同期に三村雅彦（ヤクルト）、山根宏一（大洋）がいる。1年次の同年、入学早々の5月に春季兵庫県大会で早くもエースに抜擢される。打線の援護がなく、初戦の市神港に0-2で敗れたが、豪快なピッチングで「未完の大器」と関係者の話題をさらった。夏の兵庫大会ではベスト16入りし、秋季近畿大会県予選では4強で争う決勝リーグに進出、3位に入る活躍を見せ注目された。2年次の1973年春には野球部員の不祥事に科せられた1年間の「対外試合禁止」処分で、教えてくれるコーチもいない中、単調な練習だけで過ごした。冬休みには全部員がアルバイトに励み、その収益金をすべて社会福祉事業に寄付する善行が話題を呼んだ。3年次の1974年は夏の兵庫大会3回戦で洲本実を相手にし、相変わらずの快速球で力投したが、土壇場の9回でサヨナラ負けを喫した。プロ野球のスカウトが「あのスピードは、文句なく一番だ」「いや、江夏の阪神入団時よりも速いさ」と囁き合っている中、菊村は流れ落ちる悔し涙を拭かず、ベンチに一人立ちつくした。夏休みは同期のライバルである土屋正勝・工藤一彦・永川英植・定岡正二が甲子園で脚光を浴びている間、菊村は道路工事のアルバイトに励み、炎天下につるはしを持って穴を掘っていた。
在学中は結局甲子園に出場できなかったが、同年のドラフト1位でロッテオリオンズに入団。プロのスカウト陣の中でも榎原好スカウトが誰よりも素質を買っていたが、1試合平均13奪三振など将来性ではどのスカウトも認めていた。最初は「希望球団はセ・リーグ」といっていたが、尊敬する金田正一監督の直接勧誘には「ロッテでがんばります」ときっぱり気持ちを切り替えた。土屋・工藤・永川・定岡は契約金で揉めていたが、菊村は「お金は両親にこれまでのお礼としてあげます。僕は裸一貫でやり抜くんです」と言い、菊村に自身の若い頃を重ねていた金田は心意気を買った。
入団後は高校の先輩である鈴木啓示と同じ本格派左腕として非常に期待されたが、1年目の1975年の自主トレでは初日から顎を出した。内臓が弱かった菊村には酷なランニングであったが、鹿児島キャンプも懸命に頑張ったのが報われて、3月1日の大洋とのオープン戦（下関）では先発を任される。結果は僅か1回、打者8人で2安打、4四球の4失点で1死も取れず降板。金田は「もう一度チャンスをやろう」と再び大洋戦に先発させたが、1/3イニングで打者5人に四球あり、暴投ありで、挙げ句の果てには長崎慶一に右翼席へ3ラン本塁打を浴びてしまった。これで「菊村は基礎体力がないんや。ファームで一からやり直しや」となり、再スタートとなった。それでも基礎体力は付かず、二軍首脳陣は医師と相談、内臓が強くなる「菊村用」の1週間区切りのメニューを作った。菊村はグラウンドでは、水やジュース類に飛び付き、ステーキなど肉類には食欲を感じなかった特殊体質であった。少しも体は大きくならず、かえって痩せていき、技術面ではコントロールの無さが大きな壁になった。2年目の1976年は二軍8試合に登板したが0勝1敗、防御率3.52、23イニングで22四球、1イニング1個の四球というノーコンぶりであった。3年目の1977年には球団専属医の精密検査を受けたが、医師からは「このままハードな投手生活を続ければ健康そのものを壊すことになる…」と完全なドクターストップを受ける。疲労からくる極度の膵臓の衰弱もあり、同年5月2日付で任意引退。開幕頃から球団に申し入れていたもので、尼崎に帰郷して、自宅から兵庫県内の病院に通院。治療に専念したが、食欲がなく病状は思わしくなかった。左肩も故障したため一軍で登板することはできず、金田に「現役復帰に色気を出した」と怒られて二軍コーチに降格していたジム・ラフィーバーがアメリカから薬を取り寄せるなどして、面倒を見ていた。1979年には西武ライオンズに移籍したが、支配下登録はされず、練習生としての契約であった。1981年には近鉄バファローズに移籍するが、二軍でも1982年に2試合投げたのみであった。1984年には本名の朴 徳用としてKBOのロッテ・ジャイアンツでプレーし、この頃にはスローカーブが武器の軟投派となっていた。同年引退。
引退後は帰国し、伊丹リトルシニアのコーチ。

## 詳細情報

### 年度別投手成績
| 年 度     | 球 団         | 登 板 | 先 発 | 完 投 | 完 封 | 無 四 球 | 勝 利 | 敗 戦 | セ 丨 ブ | ホ 丨 ル ド | 勝 率 | 打 者 | 投 球 回 | 被 安 打 | 被 本 塁 打 | 与 四 球 | 敬 遠 | 与 死 球 | 奪 三 振 | 暴 投 | ボ 丨 ク | 失 点 | 自 責 点 | 防 御 率 | W H I P |
| --------- | ------------- | ----- | ----- | ----- | ----- | -------- | ----- | ----- | -------- | ----------- | ----- | ----- | -------- | -------- | ----------- | -------- | ----- | -------- | -------- | ----- | -------- | ----- | -------- | -------- | ------- |
| 1984      | ロッテ（KBO） | 6     | 4     | 0     | 0     | --       | 1     | 2     | 0        | --          | .333  | 82    | 19.0     | 20       | 4           | 7        | 0     | 0        | 4        |       |          | 11    | 11       | 5.21     | 1.42    |
| 通算：1年 | 通算：1年     | 6     | 4     | 0     | 0     | --       | 1     | 2     | 0        | --          | .333  | 82    | 19.0     | 20       | 4           | 7        | 0     | 0        | 4        |       |          | 11    | 11       | 5.21     | 1.42    |

### 背番号
- 16 （1975年 - 1978年）
- 71 （1979年 - 1980年）
- 56 （1981年 - 1983年）

### 登録名
- 菊村 徳用 （きくむら とくよ、1975年 - 1983年）
- 朴 徳用 （パク・ドクヨン、1984年）